# Archivio e Percorso Storico di Ateneo
L'Archivio e percorso storico di ateneo riunisce opere d’arte, oggetti e documenti che rappresentano la memoria storica dell’Ateneo. È ubicato all'interno del Palazzo del rettorato dell’Università di Siena e fa parte del Sistema Museale Universitario Senese (SIMUS).

## Storia
La storia dell'Archivio è legato a quella dell'università di Siena i cui primi documenti risalgono al 1240.  La parte più antica dell'archivio, per motivi di spazio, fu sottoposta a una massiccia operazione di scarto nel 1790; successivamente, nel 1860, parte della documentazione – 306 pezzi e oltre 1300 pergamene – fu depositata presso l’Archivio di Stato di Siena. Un'altra porzione d'archivio, formata dai registri degli atti di laurea (detti "bastardelli") è conservata nell'Archivio arcivescovile di Siena in quanto dalla fine del XV secolo l'Arcivescovo svolgeva anche le funzioni di grancancelliere dello Studio. Per tali motivi nel deposito dell’archivio rimasero solo i documenti di fondamentale importanza per la memoria storica dell’ateneo senese, come i documenti denominati “Ruolo de’ Dottori et altro sopra lo Studio”, compresi fra il 1560 e il 1740. Nel 1987, il Rettore Luigi Berlinguer promosse la costituzione di una commissione incaricata di procedere al riordino dell'archivio, che si concluse nel 1990.

## Il percorso museale
L'attuale configurazione del percorso museale è stato inaugurato nel 2003, in occasione dell'allestimento del Percorso storico di ateneo.
Il percorso espositivo si articola in 5 sale e illustra la storia dell'ateneo dal XIV secolo al 1955:
- La prima sala è dedicata alla nascita dello Studium senese. Vi sono esposti gli oggetti più antichi e preziosi dell'intera collezione come il sigillo di bronzo del XIV secolo con l'immagine della protrettrice dell’ateneo Santa Caterina d’Alessandria e la Mazza del Bidello dello Studio senese eseguita nel 1440 da un argentiere senese, anch'essa con l’immagine della Santa.
- Nella seconda sala sono esposti documenti riferibili al Seicento, come la Riforma del Generale Studio[2] emanata nel 1589 dal Granduca di Toscana Ferdinando I de’ Medici, con la quale furono istituiti i concorsi a cattedra[1], e la prolusione letta nello stesso anno da Diomede Borghesi all'inizio delle lezioni di “Tosca Favella”, il primo corso di lingua italiana tenuto in Italia.
- La terza sala è riservata alla consultazione dei documenti d’archivio. Vi sono collocati busti di docenti ottocenteschi e il labaro offerto dal Comitato delle patronesse senesi nel 1902 agli studenti membri dell'associazione massonica Corda Frates.[1]
- La quarta sala è dedicata al Settecento e all'Ottocento. Qui sono esposti i registri delle Rassegne, gli appelli di presenza a cui erano obbligati gli studenti nel Settecento, le "ballotte" usate per sorteggiare le domande degli esami e la clessidra per controllare il tempo della relativa risposta. Inoltre sono esposte armi e altri cimeli della battaglia di Curtatone e Montanara, che il 29 maggio 1848, nel corso della prima guerra d’Indipendenza, vide gli universitari di Siena e Pisa battersi insieme con l’esercito piemontese contro gli austriaci
- La quinta sala è dedicata all'Ottocento e al Novecento. Tra gli oggetti spicca il tricolore della Guardia universitaria del 1848 e la divisa indossata da Carlo Corradino Chigi a nella Battaglia di Curtatone e Montanara. Di particolare interesse è anche la tesi di laurea discussa nel 1923 da Carlo Rosselli.